# Massacre Rocks State Park
Massacre Rocks State Park ist ein State Park im US-Bundesstaat Idaho. Er liegt am Fluss Snake River westlich von American Falls. Der Park beherbergt die Massacre Rocks, während des 19. Jahrhunderts ein bekannter Ort entlang des Oregon Trail und California Trail.

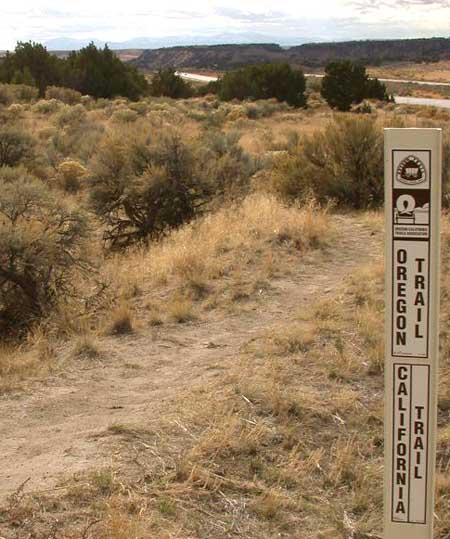
Der historische Oregon Trail führt durch den State Park

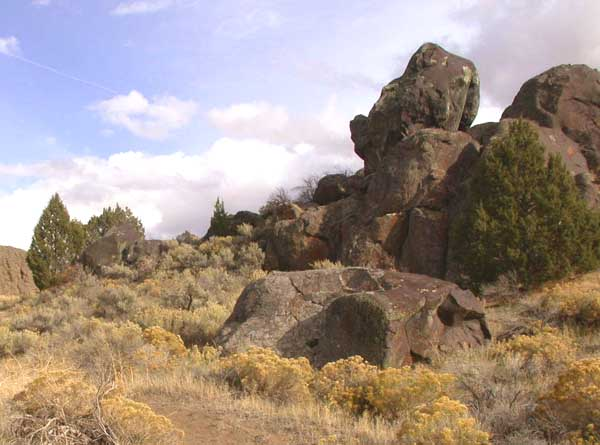
Felsblöcke

Die großen Felsblöcke im Park, die außer als „Massacre Rocks“ auch als „Gate of Death“ (engl.: „Tor des Todes“) oder „Devil’s Gate“ (dt. „Teufelstor“) bekannt sind, erhielten ihre Namen von Siedlern die diesen Ort wegen eines Indianerüberfalls fürchteten. Nach Tagebuchaufzeichnungen wurde hier am 9. und 10. August 1862 ein Siedlertreck, der aus fünf Wagen bestand, von Indianern des Shoshone-Stammes angegriffen. Dabei kamen zehn Siedler ums Leben. Allerdings fand dieser Zwischenfall östlich des heutigen Parks statt und nicht direkt bei der Felsgruppe.
Die Felsgruppe wurde jedoch häufig von Siedlertrecks als Raststätte und Zeltlager genutzt, wovon die in den Fels geritzten Namen der damaligen Pioniere zeugen. Diese sind mittlerweile geschützt um Vandalismus zu verhindern. Die damalige Passage durch die Felsen ist mittlerweile der Interstate 86.
Aus geologischer Sicht entstand der Park bzw. dessen Landschaft durch die rege vulkanische Aktivität der Snake River Plain. Die Felsen wurden vor circa 14.000 Jahren gegen Ende der letzten Eiszeit dort abgelagert, als bei einer Flutkatastrophe ein großer Teil des Wassers des Lake Bonneville das Tal des heutigen Snake River hinunterschoss. Im Park befindet sich ein Besucherzentrum mit Zugang zum Fluss und einem angeschlossenen Campingplatz.